# Friedrich Leinert
Friedrich Otto Leinert (Opole, toen nog Oppeln geheten, 10 mei 1908 – Emmendingen, 6 mei 1975) was een Duits componist, muziekpedagoog, dirigent, musicoloog en organist.

## Levensloop
Leinert studeerde muziek in Dresden onder anderen bij Fritz Busch (orkestdirectie). Vervolgens studeerde hij musicologie, romanistiek en geschiedenis aan de Philipps Universiteit in Marburg. In 1936 promoveerde hij tot Dr. phil. aan de filosofische faculteit van de Philipps Universiteit Marburg bij Hermann Stephani en Herbert Birtner met een musicologische proefschrift over de liederen- en kamermuziekcomponist Johann Evangelist Brandl. In 1931 ging hij voor een jaar na Berlijn en studeerde privé bij Arnold Schönberg.
Hij werkte als correpetitor, componist en kapelmeester aan verschillende theaters in Racibórz, toen nog Ratibor geheten, Opava, toen Troppau geheten, Kudowa Zdrój, toen nog Bad Kudowa geheten, Elbląg, toen nog Elbing geheten, in Gotha, in Weimar en in Eisenach.

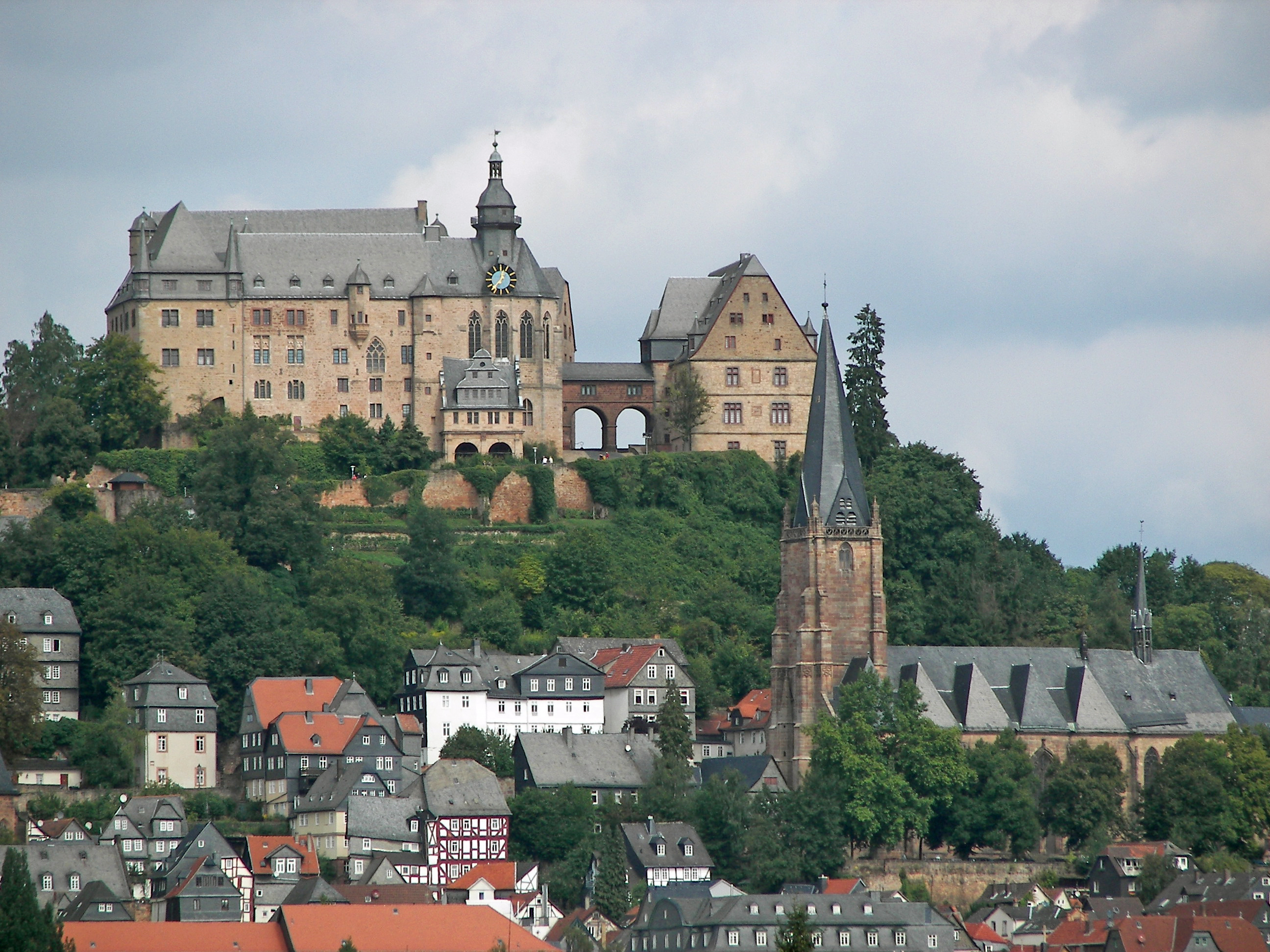
De Lutherse kerk Sint Marien Marburg (rechts)
met het slot Marburg op de achtergrond

Na de Tweede Wereldoorlog werkte hij als organist aan de Lutherse parochiekerk St. Marien Marburg. Samen met anderen richtte hij de Marburger toneelgemeenschap op, de voorganger institutie van het huidig Hessische Landestheater Marburg. Verder richtte hij een orkest in de stad op en werd dirigent van dit orkest, dat het muziekleven in de hele regio beïnvloede. Vanaf 1954 was hij hoofd van de muziekafdeling van het Amerikahuis in Hannover. In 1957 werd hij docent voor muziektheorie, partituurspel, dramaturgie en balletgeschiedenis en later professor aan de Hochschule für Musik und Theater Hannover in Hannover. Verder was hij gastdocent aan de Folkwang Universität in Essen.
De dirigent Leinert zette zich na de oorlog in Duitsland in voor Amerikaanse componisten, om deze muziek in Duitsland bekend te maken, zoals Roy Harris, Edward MacDowell, Charles Ives en Aaron Copland. Samen met Klaus Hashagen en Klaus Bernbacher richtte hij bij de omroep Norddeutscher Rundfunk een studio voor nieuwe muziek op. Vanuit de openbare concerten van dit studio werden de dagen voor nieuwe muziek in Hannover ontwikkelt en opgericht.
Als componist schreef hij werken voor muziektheater (opera's), voor orkest, harmonieorkest, vocale muziek, kamermuziek en orgelwerken. Hij was mede verantwoordelijk voor de publicaties van een reeks van werken van de componist Louis Spohr bij de muziekuitgeverij Bärenreiter in Kassel.
Hij was gehuwd met de zangeres Agathe Wenzlaff; samen hadden zij 3 kinderen.

## Composities

### Werken voor orkest

#### Symfonieën
- Symfonie nr. 1
- Symfonie nr. 2
- Symfonie nr. 3 "In memoriam", voor orkest[2] - opgedragen aan Paul Hindemith
  1. Moderato
  2. Sostenuto
- Symfonie nr. 4
- Symfonie nr. 5
- Symfonie nr. 6
- Symfonie nr. 7
- Symfonie nr. 8
- Symfonie nr. 9

#### Concerten voor instrumenten en orkest
- Concert nr. 1, voor hobo en orkest
- Concert nr. 2, voor hobo en orkest
- Concert, voor dwarsfluit en orkest
- Concert, voor slagwerk en orkest

### Werken voor harmonieorkest
- 1954 Symphonischer Prolog
- Romanze, voor hoorn en harmonieorkest

### Muziektheater

#### Opera's
| Voltooid in | titel                                | aktes                    | première                                                                                           | libretto                               |
| ----------- | ------------------------------------ | ------------------------ | -------------------------------------------------------------------------------------------------- | -------------------------------------- |
| 1952        | Scherz, List und Rache               | 2 bedrijven              | 6 maart 1961, Hannover, Hochschule für Musik und Theater Hannover                                  | naar Johann Wolfgang von Goethe        |
| 1962        | Spiel im Park                        | 2 bedrijven, 3 taferelen | | van de componist naar Fredo en Rostand |
| 1970        | Status quo                           | 1 akte                   | 30 juni 1971, Hannover, Hochschule für Musik und Theater Hannover                                  | Michael Leinert                        |
| 1973        | Eine Note nach der anderen           | 1 tafereel               | 12 november 1973, Hannover, Hochschule für Musik und Theater Hannover opening van het nieuw gebouw | Michael Leinert                        |
| 1973        | A. H. - Bilder aus einem Führerleben | 1 akte                   | 27 februari 1974, Gelsenkirchen, Musiktheater im Revier                                            | Michael Leinert                        |

#### Toneelmuziek
- Die Räuber (De rovers) muziek voor het toneelstuk van Friedrich von Schiller
- Prinz Friedrich von Homburg, muziek voor het toneelstuk van Heinrich von Kleist
- Dantons Tod (Dantons dood), muziek voor het toneelstuk van Georg Büchner

### Vocale muziek

#### Cantates
- 1956 Die Wunderkur, kamercantate voor sopraan, tenor, bas, hobo, klarinet, fagot, viool, altviool, cello, piano en slagwerk - tekst: Christian Fürchtegott Gellert

### Kamermuziek
- 1952 Sonate, voor altsaxofoon en piano
- 1955 Strijkkwartet nr. 1
- 1956 Strijkkwartet nr. 3

### Werken voor orgel
- 1950 Erste Sonate
  1. Toccata
  2. Concerto
  3. Choral: "Der Tag ist hin, mein Jesu bei mir bleibe"
  4. Fuge

## Publicaties
- Johann Evangelist Brandl (1760–1837) als Lieder und Kammermusik-Komponist Dissertation Verlag für musikalische Kultur und Wissenschaft, Wolfenbüttel, 1937. 142 p.